# Demon Days
A Demon Days a Gorillaz második stúdióalbuma, Angliában 2005. május 23-án, az USA-ban május 24-én jelent meg. A Feel Good Inc. kislemez a Gorillaz legnagyobb slágerévé vált.
Az album második kislemeze a Dare lett, ugyancsak nagy sikerrel. Az albumon közreműködött zenészek De La Soul, Neneh Cherry, Martina Topley-Bird, Roots Manuva, MF DOOM, Ike Turner, Bootie Brown of the Pharcyde, Shaun Ryder, Dennis Hopper, the London Community Gospel Choir és a Children's Choir of San Fernandez.
Az album borítója a The Beatles együttes Let It Be albumának borítójára hasonlít/utal. 
Az album néhány tartományban másolásvédelemmel lett kiadva.

## Kislemezek
1. Feel Good Inc.
2. Dare
3. Dirty Harry
4. Kids with Guns

## Számok listája
Mindegyik szám a Gorillaz szerzeménye, kivéve a külön jelzetteket.
1. Intro (Gorillaz, Don Harper) – 1:03
2. Last Living Souls – 3:11
3. Kids with Guns – 3:45
4. O Green World – 4:31
5. Dirty Harry (Gorillaz, Romye Robinson) – 3:43 (featuring Bootie Brown)
6. Feel Good Inc. (Gorillaz, David Jolicoeur) – 3:41 (featuring De La Soul)
7. El Mañana – 3:50
8. Every Planet We Reach Is Dead – 4:54
9. November Has Come (Gorillaz, Daniel Dumile) – 2:41 (featuring MF DOOM)
10. All Alone (Gorillaz, Rodney Smith, Simon Tong) – 3:30 (featuring Roots Manuva with backing vocals by Martina Topley-Bird)
11. White Light – 2:08
12. Dare – 4:04 (featuring Shaun Ryder)
13. Fire Coming Out of the Monkey's Head – 3:16 (featuring Dennis Hopper)
14. Don't Get Lost in Heaven – 2:00
15. Demon Days – 4:29

## Bónusz számok
- 68 State – 4:44
- People – 3:26
- Hong Kong – 7:14
- Hong Kong – 6:39
- Happy Landfill – 3:42
- The Swagga – 4:57

## További zenészek
- Neneh Cherry – ének
- Amanda Drummond – brácsa
- Isabelle Dunn – cselló
- Dennis Hopper – beszéd
- Sally Jackson – hegedű
- Al Mobbs – nagybőgő
- Prabjote Osahn – hegedű
- Stella Page – brácsa
- Antonia Pagulatos – hegedű
- Emma Smith – nagybőgő
- Simon Tong – gitár
- Martina Topley-Bird – ének
- Ike Turner – zongora
- Rosie Wilson – háttér énekes
- London Community Gospel Choir – kórus
- San Fernandez Youth Chorus – gyermek kórus
- MF DOOM - énekes

Ez a lista nem vonatkozik a bónusz számokra.

## Production
- Danger Mouse – production, keverés
- Gorillaz – production, keverés
- Jason Cox – production, mérnök, keverés
- James Dring – production
- Steve Sedgwick – keverő segéd
- Howie Weinberg – vezérlés
- Jamie Hewlett and Zombie Flesh Eaters – design, artwork